# Ngaru
Ngaru est un héros, issu de la mythologie de l'ile de Mangaia (Îles Cook).

## Description
Selon la légende, il vit sur l'ile mythique d'Avaiki. Sa mère est Vaiare, son grand-père est Moko, le roi des lézards, et sa femme est Tongatea.

## Mythe
Ngaru a conquis les monstres des profondeurs, il est descendu en enfer, il a battu Amai-te-rangi, un monstre habitant le ciel, et les fées du ciel.

### Monstres marins
Ngaru voulait tester sa force contre la vague Tikokura et son compagnon, le requin Tumuitearetoka. À l'aide d'une planche de surf nommée Orua (les deux), Ngaru se rendit au bord du récif et insulta les deux démons. Une énorme vague s'écrasa sur le récif et emporta Ngaru vers la mer. Tumuitearetoka, croyant son moment venu, voulut attaquer Ngaru, mais Moko assistant à toute la scène, avertit le héros de la présence du requin. La vague et le requin continuèrent leurs attaques mais à chaque fois Moko a averti son petit-fils, qui a réussi à les déjouer et à survivre. Après huit jours et huit nuits, Ngaru abandonna sa planche de surf aux monstres, qui disparurent sous les flots.

### Combat contre Amai-te-rangi
Amai-te-rangi vivant dans le ciel duquel avait pour habitude de descendre panier pour attraper les humains, curieux, qui montaient dedans. À chaque fois, il les tuait et les mangeait.
Le héros Ngaru voulut prendre place dans le panier pour voir ce qui se passait mais retenu par son grand-père qui envoya des lézards en éclaireur. Ils rapportèrent avoir vu le monstre gigantesque tenant un maillet et un burin, des belles femmes jouant au ballon, mais aussi des tas d'ossements.
Ngaru monta à son tour dans le panier, accompagné par de très nombreux lézards. Ces derniers agrippèrent le Amai-te-rangi, se collant partout sur son corps, son visage, et sous ses bras, l'empêchant d'utiliser ses armes. Ngaru se saisit des armes tombées au sol et tua le monstre.